# Pohádka (Čachrov)
Pohádka (původně Christlhof) je samota v Šumavském podhůří, na území obce Čachrov, v katastrálním území Javorná na Šumavě. 

## Historie
Usedlost Christlhof patřila od 16. století německé rodině Pangerlových. Tehdy zde stály tři statky, z nichž se dochoval pouze jeden. K místu se váže pověst, že Christlhof i s majiteli před svou smrtí proklela žena, která byla obviněna z čarodějnictví a zlynčována. Lidé ji vinili za to, že způsobila požár nedalekého Strážova, když 12. května 1828 lehly dvě třetiny města popelem. Od této události měly rodinu postihnout těžké časy. Jeden ze synů Pangerlových byl na Pohádce zastřelen, krátce po návratu z fronty na konci 2. světové války. Rodina Pangerlových zde žila až do roku 1947. Poté byli v rámci Benešových dekretů z Pohádky vyhnáni. Následně se na statku vystřídalo několik nájemníků, ale nikdo zde příliš dlouho nevydržel. Údajně zde lidé měli noční můry. Jednu rodinu stihl tragický konec, když žena v pomatení smyslů utekla z usedlosti spolu s dětmi do lesa a její muž se oběsil přímo v domě. Další nájemnice se prý rychle odstěhovala kvůli zlým předtuchám a nočním můrám, které jí nedaly spát. O místě se tradují různé lidové pověsti např. o tom, že kdo v Pohádce přespí přes půlnoc, tak do roka zemře.
Posledním, kdo statek obýval, byl Ivan Roubal, který si samotu bez elektřiny pronajal v roce 1991. Měl v plánu zde chovat jeleny, na což nezískal povolení, proto zde začal chovat vietnamská prasata, drůbež a dva malé koníky. Roubal byl později obviněn ze spáchání pěti vražd a další trestné činnosti a odsouzen k odnětí svobody na doživotí. Některé vraždy měl spáchat přímo na Pohádce, ale stopy včetně těl se zde nikdy nenašly. Roubal se měl přiznat svému synovi, že své oběti vylákal na Pohádku, kde je usmrtil a jejich těla dal sežrat svým prasatům. Roubalův syn to ovšem před soudem popřel.
Řada lidí také uvedla, že při návštěvě statku jim selhávají mobilní telefony nebo se jim vybíjí baterie v hodinkách. V minulosti se i přesto našla řada dobrodruhů, kteří se rozhodli ve statku přenocovat. Statek je dlouhodobě opuštěný a zanedbaný.

## V kultuře
O usedlosti Pohádka vznikla celá série videí a reportáží. Byla jí věnována např. epizoda pořadu Zmizelá Šumava na stream.cz. Usedlost je zmíněna v dokumentu České televize Legendy kriminalistiky v epizodě věnované Ivanu Roubalovi.

## Galerie

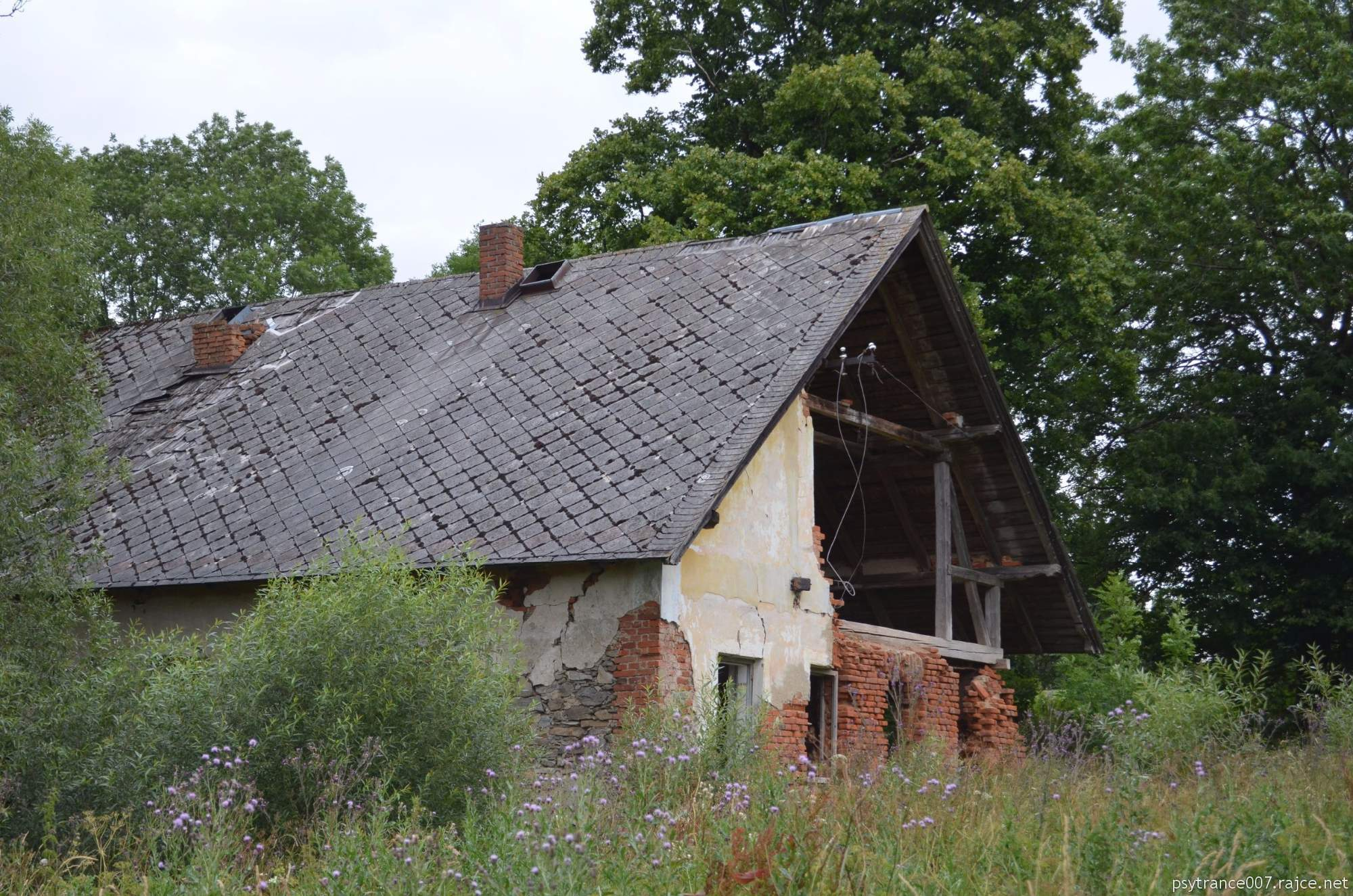
Usedlost Pohádka (2015)
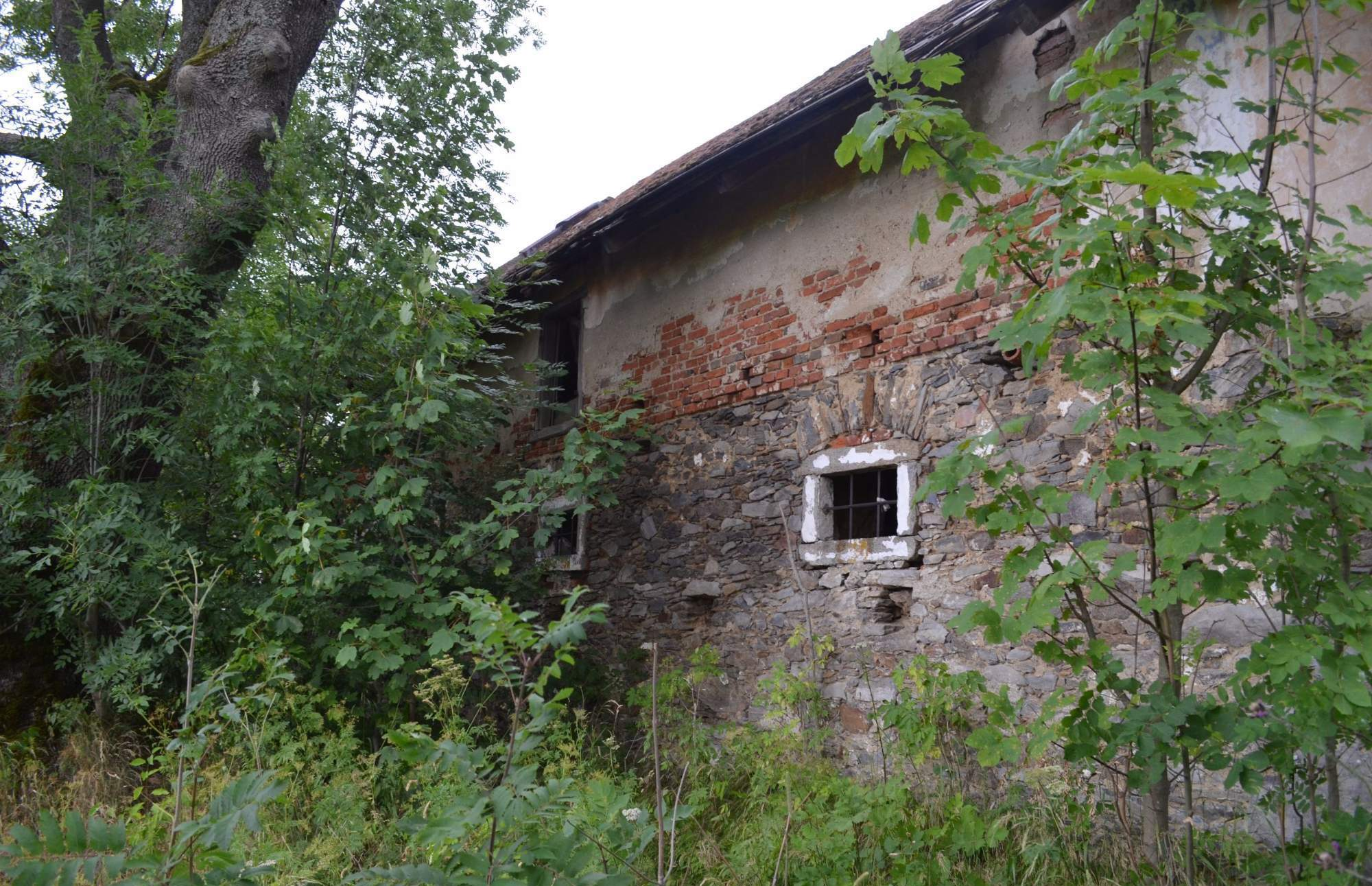
Usedlost Pohádka (2015)
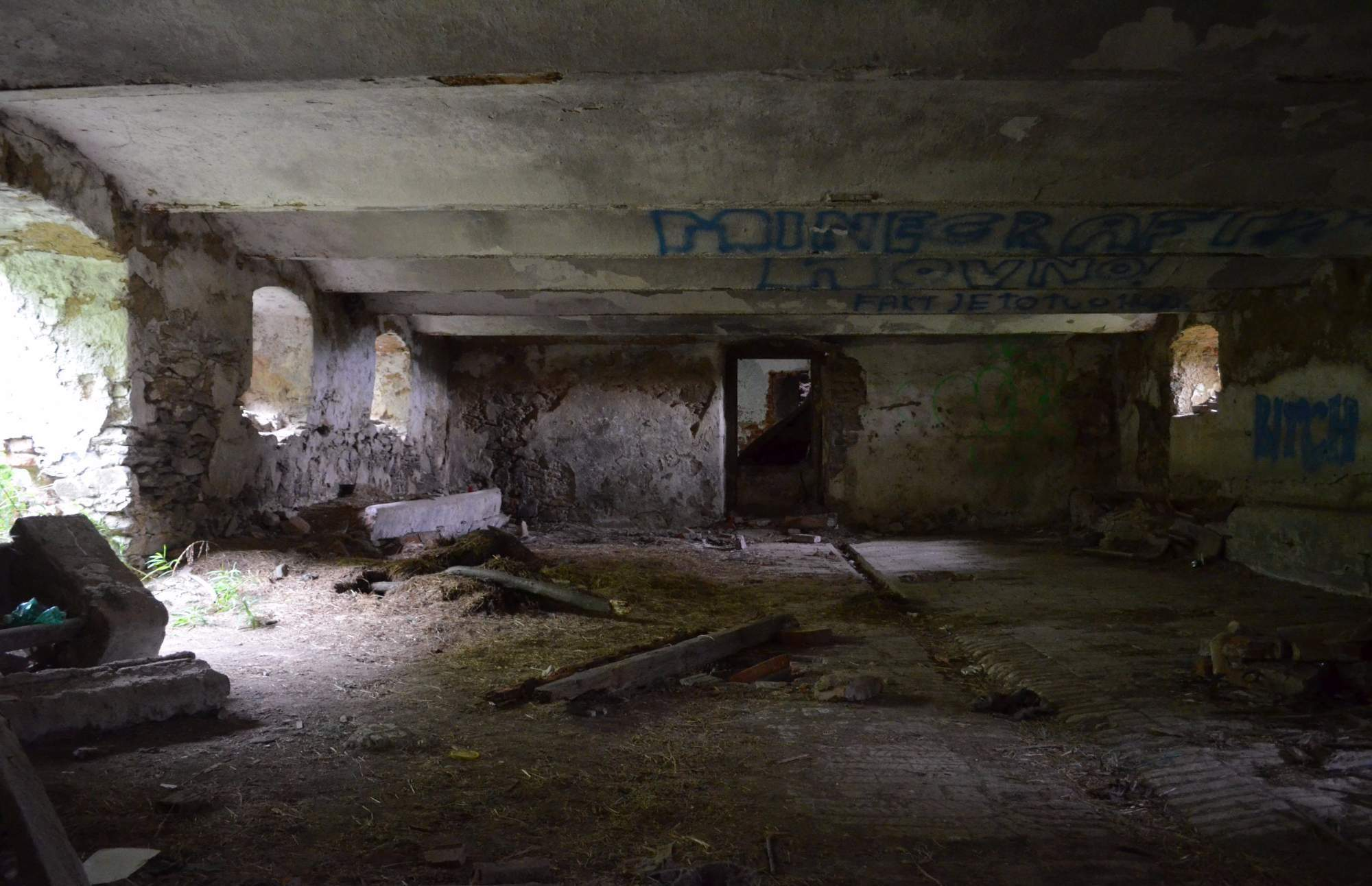
Chlév (2015)